# Fastlane 2015
Fastlane 2015 was een professioneel worstel-pay-per-view en WWE Network evenement dat georganiseerd werd door de WWE. Dit evenement was de 1e editie en verving in 2015 het Elimination Chamber evenement. Fastlane vond plaats in het FedEx Forum in Memphis, Tennessee op 22 februari 2015.

## Wedstrijden
| Nr.                                                                          | Match | Winnaar(s)                                 |
| ---------------------------------------------------------------------------- | --- | ------------------------------------------ |
| 1                                                                            | Seth Rollins, Big Show & Kane (met Jamie Noble & Joey Mercury) vs. Dolph Ziggler, Erick Rowan & Ryback in een zes man tag team match1 | Seth Rollins, Big Show & Kane              |
| 2                                                                            | Goldust vs. Stardust in een een-op-eenmatch                                                                                           | Goldust                                    |
| 3                                                                            | The Usos (met Naomi (c)) vs. Cesaro & Tyson Kidd (met Natalya) in een tagteammatch voor het WWE Tag Team Championship                 | Cesaro & Tyson Kidd (nc)                   |
| 4                                                                            | Nikki Bella (c) (met Brie Bella) vs. Paige in een een-op-eenmatch voor het WWE Divas Championship                                     | Nikki Bella (c)                            |
| 5                                                                            | Dean Ambrose vs. Bad News Barret (c) in een een-op-eenmatch voor het WWE Intercontinental Championship                                | Bad News Barret (c) (door diskwalificatie) |
| 6                                                                            | Rusev (met Lana) (c) vs. John Cena in een een-op-eenmatch voor het WWE United States Championship                                     | Rusev (c)                                  |
| 7                                                                            | Roman Reigns vs. Daniel Bryan voor een WWE World Heavyweight Championship match op WrestleMania 31                                    | Roman Reigns                               |
| (c) huidige kampioen voor en na de match \| (nc) nieuwe kampioen na de match | |                                            |

1 Randy Orton keerde op Fastlane terug (na Hell in a Cell 2014 afwezig te zijn geweest) toen Seth Rollins, Big Show & Kane nadat die hun match hadden gewonnen Dolph Ziggler, Erick Rowan & Ryback bleven aanvallen.
2 Tijdens de showdown tussen Triple H & Sting, sloeg Triple H Sting neer en pakte zijn bekende moker van onder de ring, maar Sting had echter een verrassing door zijn bekende honkbal knuppel te hebben gepakt, en dreef Triple H de hoek in, die hierop zijn moker  liet vallen, hierna wees Sting met zijn honkbal knuppel naar het Wrestlemania logo en gaf aan dat hij Triple H uitdaagde om daar een officieel gevecht met elkaar aan te gaan, hierop stemde Triple H toe.
3 Even leek het er op dat The Undertaker terug was na afwezigheid van bijna een jaar, doordat zijn entree muziek weerklonk, en   er een doodskist naar de ring werd gebracht, maar toen de kist bij de ring was en geopend werd bleek hierin Bray Wyatt te liggen, die The Undertaker uitdaagde voor een match op Wrestlemania 31.